# Gent-Wevelgem 2018
De wielerwedstrijd Gent-Wevelgem werd gehouden op zaterdag 25 maart 2018 onder de benaming Gent-Wevelgem in Flanders Fields. Het volledige programma omvatte wedstrijden voor de mannen (elite, U23, U19 en U17) en voor vrouwen (elite, U23 en U19). 

## Mannen Elite
Deze 80e editie van de wielerwedstrijd Gent-Wevelgem maakte deel uit van de UCI World Tour 2018. Titelverdediger was de Belg Greg Van Avermaet. Deze editie werd gewonnen door de Slowaak Peter Sagan.

### Deelnemende ploegen
| 18 UCI World Tour-ploegen | 18 UCI World Tour-ploegen | 18 UCI World Tour-ploegen | 7 wildcards                  |
| ------------------------- | ------------------------- | ------------------------- | ---------------------------- |
| AG2R La Mondiale          | EF Education First-Drapac | Mitchelton-Scott          | Sport Vlaanderen-Baloise     |
| Astana                    | Groupama-FDJ              | Quick-Step Floors         | Wanty-Groupe Gobert          |
| Bahrein-Merida            | Team Katjoesja Alpecin    | Team Sky                  | Veranda's Willems-Crelan     |
| BMC Racing Team           | LottoNL-Jumbo             | Sunweb                    | WB Veranclassic-Aqua Protect |
| BORA-hansgrohe            | Lotto Soudal              | Trek-Segafredo            | Roompot-Nederlandse Loterij  |
| Dimension Data            | Movistar                  | UAE Team Emirates         | Cofidis                      |
|                           |                           |                           | Vital Concept Cycling Club   |
|                           |                           |                           |                              |

### Uitslag
| Gent-Wevelgem 2018 |                        |                                        |          |
| Plaats             | Naam                   | Ploeg                                  | Tijd     |
| Winnaar            | Peter Sagan            | BORA-hansgrohe                         | 5u07'32" |
| 2                  | Elia Viviani           | Quick-Step Floors                      | z.t.     |
| 3                  | Arnaud Démare          | Groupama-FDJ                           | z.t.     |
| 4                  | Christophe Laporte     | Cofidis                                | z.t.     |
| 5                  | Jens Debusschere       | Lotto-Soudal                           | z.t.     |
| 6                  | Oliver Naesen          | AG2R-La Mondiale                       | z.t.     |
| 7                  | Matteo Trentin         | Mitchelton-Scott                       | z.t.     |
| 8                  | Zdeněk Štybar          | Quick-Step Floors                      | z.t.     |
| 9                  | Jasper Stuyven         | Trek-Segafredo                         | z.t.     |
| 10                 | Wout van Aert          | Veranda's Willems-Crelan               | z.t.     |
| 11                 | Sacha Modolo           | Team EF Education First p/b Cannondale | z.t.     |
| 12                 | Jan-Willem van Schip   | Roompot-Nederlandse Loterij            | z.t.     |
| 13                 | Michael Matthews       | Team Sunweb                            | z.t.     |
| 14                 | Greg Van Avermaet      | BMC Racing Team                        | z.t.     |
| 15                 | Julien Vermote         | Dimension Data                         | z.t.     |
| 16                 | Vjatsjeslav Koeznetsov | Team Katjoesja Alpecin                 | z.t.     |
| 17                 | Philippe Gilbert       | Quick-Step Floors                      | z.t.     |
| 18                 | Marcus Burghardt       | BORA-hansgrohe                         | z.t.     |
| 19                 | Brian van Goethem      | Trek-Segafredo                         | z.t.     |
| 20                 | Yves Lampaert          | Quick-Step Floors                      | + 05"    |

## Vrouwen Elite
De wedstrijd was bij de vrouwen aan zijn 7de editie toe en maakte deel uit van de UCI Women's World Tour 2018 in de categorie 1.WWT. De startplaats lag in Ieper, de aankomstplaats in Wevelgem. Titelverdedigster was de Finse Lotta Lepistö. 

### Deelnemende ploegen
| UCI-teams           | UCI-teams                          | UCI-teams             |
| ------------------- | ---------------------------------- | --------------------- |
| Alé Cipollini       | Cylance Pro Cycling                | Parkhotel Valkenburg  |
| Aromitalia Vaiano   | Doltcini-Van Eyck Sport            | Team Sunweb           |
| Astana Women's Team | Experza-Footlogix                  | Team Tibco            |
| Bizkaia-Durango     | FDJ Nouvelle-Aquitaine Futuroscope | Trek-Drops            |
| Boels Dolmans       | Hitec Products                     | Valcar PBM            |
| BTC City Ljubljana  | Lotto Soudal Ladies                | Team Virtu            |
| Canyon-SRAM         | Mitchelton-Scott                   | Waowdeals Pro Cycling |
| Cervélo-Bigla       | Movistar Team                      | Wiggle High5          |

### Uitslag
| Plaats  | Naam                | Ploeg               | Tijd     |
| ------- | ------------------- | ------------------- | -------- |
| Winnaar | Marta Bastianelli   | Alé Cipollini       | 3u41'00" |
| 2       | Jolien D'Hoore      | Mitchelton-Scott    | z.t.     |
| 3       | Lisa Klein          | Canyon-SRAM         | z.t.     |
| 4       | Arlenis Sierra      | Astana Women's Team | z.t.     |
| 5       | Amy Pieters         | Boels Dolmans       | z.t.     |
| 6       | Hannah Barnes       | Canyon-SRAM         | z.t.     |
| 7       | Ashleigh Moolman    | Cervélo-Bigla       | z.t.     |
| 8       | Floortje Mackaij    | Team Sunweb         | z.t.     |
| 9       | Barbara Guarischi   | Team Virtu          | z.t.     |
| 10      | Letizia Paternoster | Astana Women's Team | z.t.     |